# Олег Янковски
Олег Иванович Янковский (на руски: Оле́г Ива́нович Янко́вский) е руски театрален и киноактьор.

## Биография
Роден на 23 февруари 1944 година в Джезказган, Казахска ССР, СССР. Баща му е кадрови военен офицер от Семьоновския полк, по произход от полските дворяни, награден е с Георгиевски кръст за храброст през Първата световна война. В края на 30-те години семейството е изселено в Казахстан, където баща му по-късно е арестуван и загива в лагерите на ГУЛАГ.
След смъртта на Сталин през 1953 година семейството успява да напусне Средна Азия и Олег се оказва в Саратов. Семейството обича театъра и двамата по-големи сина започват театрални кариери. Най-големият му брат Ростислав се прехвърля в Минск през 1957 година и след година взима при себе си и най-малкия брат Олег, тогава седмокласник. Там започва театралната кариера на Олег – отначало като на шега, замествайки титулярни актьори.
Отначало Олег иска да следва медицина, но попада в Саратовското театрално училище, където се запознава с бъдещата си жена Людмила Зорина, също актриса. След дипломирането му през 1965 година двамата играят в Саратовския драматичен театър, където Людмила е звездата, а Олег получава второстепенни роли.
През 1973 година по покана на Марк Захаров актьорът преминава в московския театър „Ленински комсомол“. Истинската известност идва при Олег Янковски след като започва да играе филмови роли. За пръв път се появява на големия екран в „Щит и меч“ през 1968 година.
Янковски е носител на много награди. Малко преди смъртта си е удостоен от президента на Русия с орден „За заслуги пред родината“ ІІ степен. Народен артист на СССР от 1991 година. Президент на руския кинофестивал „Кинотавър“ в Сочи от 1993 година.
Умира от рак в Москва на 20 май 2009 година.

## Филмография
- „Щит и меч“, 1968
- „Огледало“, 1975
- „Носталгия“, 1983
- „Да убиеш дракон“, 1988